# 中国足球职业联赛联合会
中国足球职业联赛联合会（英語：Chinese Professional Football League），简称中足联（CFL），是代表中国足球职业联赛（中超、中甲、中乙）的社团组织，负责中国足球职业联赛的组织运营。其于2025年1月23日挂牌成立，标志着中国足球“管办分离”改革最终落实。

## 名称
从开始筹备到最终正式成立，该组织的名称几经变动：
- 2016年5月，中国足球职业联盟（在部分文献中又称“中国职业足球联盟”）开始筹备[3]，其英文名为“Chinese Professional Football League”[4]
- 之后，因名字中的“职业联盟”未能通过审核，该组织拟以“中国职业足球俱乐部联合会”为名申请注册。2021年7月5日，中国职业足球俱乐部联合会筹备工作会议在上海举行。会议明确了未来成立的中国职业足球俱乐部联合会的简称为“中足联”、英文名为“Chinese Football League”，英文名缩写为“CFL”[5]
- 2025年1月23日，该组织最终以“中国足球职业联赛联合会”之名成立，简称“中足联”，英文名为“Chinese Professional Football League”（与上文所述的中国足球职业联盟之英文名相同，而非对“中国足球职业联赛联合会”的直译），英文名缩写为“CFL”[6]

此外，该组织在正式成立前，又被部分媒体称作“中超联盟”、“中超职业联盟”、“中国足球职业联赛理事会”（不是2012年成立的那个职业联赛理事会）。

## 历史

### 背景
早在1989年，中国足协便已经提出实体化的建议。一年后，国家体委下发《关于中国足协实体化的通知》，要求多年来由体委行政部门行使的职能逐步过渡到由中国足协管理。
2004年，“管办分离”的说法首次被正式提出。当年，7家中超俱乐部投资人组成了“G7联盟”，提出“政企分开、管办分离”的诉求，矛头直指联赛“管办不分”。投资人们希望成立一家名为“中国足球职业俱乐部联盟有限公司”的机构，来对职业联赛行使决策和管理权，由此实现联赛与中国足协“管办分离”，“自己的联赛由自己管理”，但最后不了了之。
2006年，中超联赛有限责任公司（中超公司）成立，但中国足球依然沿用“一套班子、两块牌子”的管理模式。
2008年，部分媒体便已提出“中国足球职业联盟”的构想，与几年之后真正获筹备的“中国足球职业联盟”不谋而合。
2010年，“管办分离”被确定为中国职业足球联赛的改革方向。
2012年2月，《中国足球职业联赛管办分离改革方案》(试行)正式推出，旨在建立符合足球发展的联赛运作模式，将联赛的办赛职能从足协剥离，并成立职业联赛理事会。
2015年3月，《中国足球改革发展总体方案》正式对外公布，其明确提出要调整改革中国足球协会，改革完善职业足球俱乐部建设和运营模式，改进完善足球竞赛体系和职业联赛体制。中国足协将彻底“协会化”，正式脱钩体育总局。
2016年2月24日，国家体育总局内部撤销国家体育总局足球运动管理中心（足管中心），不过其事业编制还保留着。2017年1月5日，国家体育总局足球运动管理中心正式注销。从此足协与国家体育总局脱钩，成为独立的社团法人。

### 筹备
2016年5月，中国足协决定成立中国足球职业联盟（在部分文献中又称“中国职业足球联盟”），以取代职业联赛理事会，并组建了职业联盟筹备组。此后召开了数次会议，因各方未能达成一致，成立事宜一直搁置。同年11月，在国家体育总局的强烈要求下，中国足协定下了在2017年2月成立职业联盟的计划。
2017年1月，第10届中国足球协会第3次会员大会上，时任中国足协主席蔡振华表示，筹备工作滞后是由于筹备组工作不到位导致的，中国足协目前已重组筹建工作小组，并宣布将在当年3月正式成立职业联盟。但由于中国足协在大会上抛出的中国足协版《中国职业足球联盟章程（草案）》不符合大多数俱乐部投资人的预想，更和当时职业联盟筹备组所设计的章程存在分歧，致使职业联盟成立一事被迫再次搁置。
2019年，经与中超俱乐部协商，在中国足协牵头下，职业联盟筹备组再度成立。同年10月16日，中国足协就中国足球职业联盟筹备工作召开新闻发布会，宣布职业联盟年底前可以挂牌成立。同年，中国足协不再持有中超公司股份。
然而到了2019年年底，中国足协报批的职业联盟方案未能获国家体育总局有关部门通过，理由是“应一切严格按照《中国足球改革发展总体方案》第十四条的要求，不能直接以一家公司的形式来运作联赛，必须以‘职业联赛理事会’为顶层组织，而且要在中国足协主导下推进”。2020年上半年，中国足球职业联盟筹备工作被曝已陷入停滞状态。
2021年7月5日，中国职业足球俱乐部联合会筹备工作会议在上海举行。会议明确了未来成立的中国职业足球俱乐部联合会的简称、英文名，英文名缩写，也明确了其性质。
2021赛季至2024赛季，中国足球职业联赛均由中足联筹备组（早先称“职业联盟筹备组”）运营。但由于多重因素限制，中足联始终未能正式落地。
2025年1月9日，中国足球协会第十二届会员代表大会第二次会议上，中国足协主席宋凯透露中国足球职业联赛联合会已获批准成立。据悉，中足联组建方案已按相关程序报批，将于2025年春节前后在北京登记成立。

### 成立
2025年1月23日，中国足球职业联赛联合会第一届会员大会第一次会议在北京召开。民政部社会组织管理局负责人宣读了关于同意成立中足联的批复，标志着中足联正式成立。

### 成立之后
2025年2月22日，中国足球职业联赛联合会在上海召开商务合作发布会，与多家企业达成合作。

## 业务范围
中足联拥有职业联赛的经营权、运营权和收益分配权，并以会员形式加入中国足协。在中国足协授权下，负责中超、中甲、中乙三级职业联赛的组织和运营，包括负责制定职业联赛的发展规划，拟定联赛规模和升降级制度，开展职业俱乐部的注册与准入工作、职业球员注册和转会、纪律处罚等与联赛相关的事宜。
中国足协则拥有职业联赛的所有权和监管权，但将联赛管理政策的制定权限授予中足联，不再参与联赛的组织运营工作。足协主要通过备案审核中足联制定的职业联赛管理重要政策制度，以及解决职业联赛纠纷等方式，来实现对职业联赛的行业监管。足协将专注于国家队、青少年培训及社会足球的发展。
为确保裁判工作的独立性与公平性，中国足球职业联赛的裁判员选派、评议及处罚等管理工作仍由中国足协负责。

## 组织结构
中足联的组织结构包括会员大会、理事会、专项委员会（如三级联赛议事委员会、纪律与道德委员会等）以及秘书处等机构，并设立监事和党委（由体育总局党组统一领导）。

## 领导
当前中足联领导班子如下：
- 理事长：李克敏
- 副理事长：杨旭、谷际庆、刘雨、赵汐
- 秘书长：沈睿
- 监事：徐万畴